# Élaine d'Astolat
Pour les articles homonymes, voir Élaine.

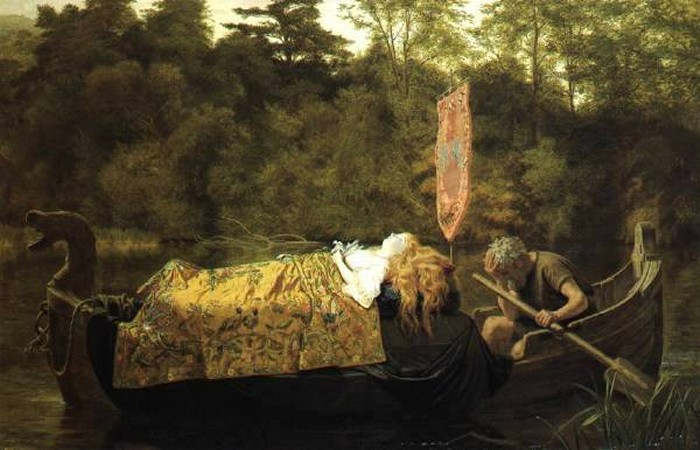
La mort d’Élaine d’Astolat par Sophie Anderson.

Dans le cycle arthurien, Élaine d’Astolat ou d’Ascolat, surnommée Élaine la Blanche, est la fille de Bernard d’Astolat. Elle est décrite comme ayant une « chevelure d’or qui envahit ses épaules en lourdes vagues ». Elle meurt d’un amour à sens unique qu’elle portait à Lancelot. Plusieurs versions de son histoire apparaissent dans Le Morte d'Arthur de Thomas Malory et Idylls of the King d’Alfred Tennyson. L’histoire d’Élaine d’Astolat a inspiré à Tennyson son poème The Lady of Shalott ainsi qu'un des contes d'Il Novello, La Damigella di Scalot.

## Version duXIIIesiècle
Une première version de son histoire apparaît au début du XIIIe siècle, dans laquelle la Demoiselle d'Escalot meurt d'un amour non partagé pour Lancelot et suit une rivière dans un bateau jusqu'à Camelot. Une autre version du même siècle est écrite dans la nouvelle italienne La Donna di Scalotta qui a servi d'inspiration pour The Lady of Shalott de Tennyson,.

## Version duXVesiècle
Dans Le Morte d'Arthur que Malory rédige au XVe siècle, l'histoire d'Élaine commence lorsque son père, Bernard d'Astolat, organise un tournoi auxquels participent le Roi Arthur et ses chevaliers. À l'origine, Lancelot n'avait pas prévu d'y participer. Mais il se laisse convaincre du contraire et visite Bernard et ses deux fils avant le tournoi. Tandis que Lancelot est dans la demeure familiale, Élaine s'éprend de lui et le supplie de porter ses couleurs pendant le tournoi. Expliquant que Guenièvre sera au tournoi, il y consent à la condition de se déguiser afin de ne pas être reconnu lors des combats. Il demande à Bernard s'il peut laisser son bouclier, reconnaissable, chez lui et en emprunter un autre. Bernard accepte et lui prête le bouclier entièrement rouge de son fils Sir Torre.
Lancelot est en bonne voie pour gagner le tournoi, toujours déguisé. Il y défait quarante des chevaliers du Roi Arthur. Néanmoins, il reçoit une blessure sur le côté par la lance de Bors et porté par le second frère d'Élaine, Sir Lavaine, jusqu'à la grotte de l’ermite Sir Baudwin (Baudwin étant lui-même un ancien chevalier de la Table Ronde). Élaine prie son frère de la laisser emmener Sir Lancelot jusqu'à sa chambre, où elle le soigne. Quand Lancelot est rétabli, il s'apprête à partir et propose à Élaine de la payer pour ses services. Insultée, elle lui apporte son bouclier qu'elle avait gardé et Lancelot quitte le château pour n'y jamais revenir, mais connaissant désormais les sentiments qu'elle avait pour lui.
Dix jours plus tard, Élaine meurt le cœur brisé. Conformément à ses instructions, son corps est placé dans un petit bateau, serrant une fleur de lys d'une main et une lettre d'adieu de l'autre. Elle flotte alors sur la Tamise jusqu'à Camelot, où elle est découverte par la cour du Roi Arthur qui l'appelle la petite vierge au lys. Lancelot est appelé, entend le contenu de la lettre, puis explique ce qu'il s'était passé. Il paiera alors de riches funérailles à Élaine d'Astolat.

## Version du XIXesiècle
Voir l'article détaillé de The lady of Shalott, un poème en vers écrit par Alfred Tennyson en 1833. Ce poème a inspiré un certain nombre de peintres préraphaélites. Elaine, devenue la Dame de Shalott, est devenue une héroïne représentant l'idéal féminin de la société victorienne.

## Version du XXesiècle
Dans La conquête d'amour d'Elaine, que Marianne Fabrou rédige en 1991, Elaine ne meurt pas. Son voyage sur la Tamise est au contraire le début d'une conquête amoureuse.
" Guidée par une guerrière nommée Désir, elle part à la conquête de l’île de l’Union, où l’attend le chevalier. Mais la croisade tourne au cauchemar : la tant attendue Île de l’Union se révèle être un piège, un tombeau ouvert où sont ensevelies des milliers de vierges maudites. Pour se libérer Elaine brode un immense jeu de l’oie. Comme par enchantement, les oies du jeu prennent vie, et ramènent Elaine et les milliers de vierges à la surface de la Terre. C’est de retour à Camelot, devenue une cité en ruines, qu’Elaine commence une autre vie. "